# Krawat bolo

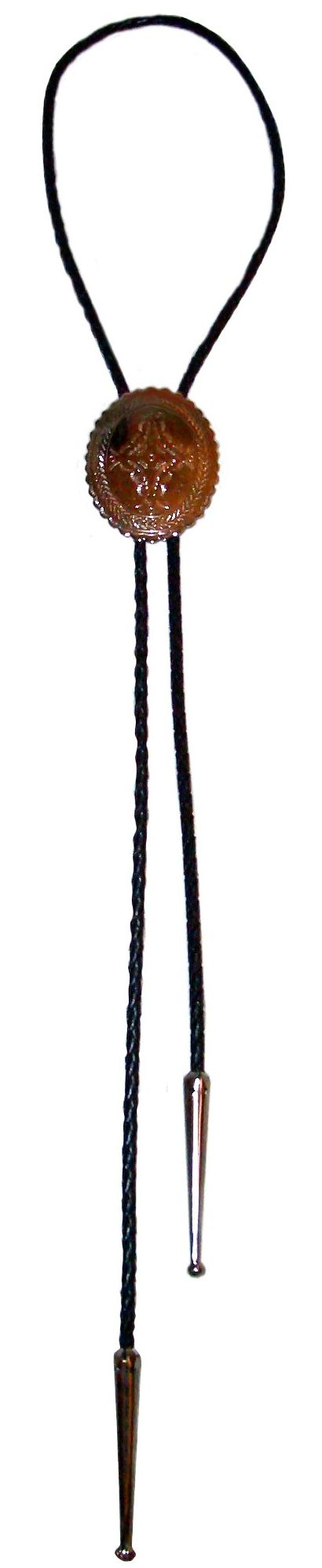
Krawat bolo

Krawat bolo (ang. bolo tie, bola tie)  – rodzaj krawata składającego się z kawałka sznura lub plecionej skóry z ozdobnymi metalowymi końcówkami, spinany metalową spinką lub suwakiem.
Krawat bolo pochodzi z USA i nawiązuje do tradycji ubiorów kowbojskich i Dzikiego Zachodu, jest popularny w zachodniej części USA. Metalowe końcówki i spinki bolo tie są często wykonywane ze srebra w warsztatach jubilerskich Indian z plemion Hopi, Nawaho i Zuni.
W Wielkiej Brytanii krawat bolo nazywany jest bootlace tie. Był on popularny w latach 50. XX w. w subkulturze Teddy boys i wrócił do łask w latach 80. w nawiązaniu do stylu Rockabilly.
Za wynalazcę krawata bolo uważał się jubiler Victor Cedarstaff z miejscowości Wickenburg w Arizonie, który w roku 1959 opatentował suwak do tego wyrobu.
Według innych źródeł krawat bolo zaprojektowano w czasie zdobywania Dzikiego Zachodu w drugiej połowie XIX w.